# Monocitosi
Per  monocitosi  in campo medico, si intende una elevata concentrazione dei monociti nel sangue.

## Diagnosi correlate
Si osserva durante le manifestazioni flogistiche croniche soprattutto associate a TBC, sifilide, brucellosi, listeriosi, endocardite subacuta e mononucleosi infettiva. Nella forma maligna può essere diagnosticato un linfoma di Hodgkin.

## Tipologia
A seconda della sua progressione può essere benigno, premaligno e maligno.